# Municipio de Omaha (Arkansas)
El municipio de Omaha (en inglés: Omaha Township) es un municipio ubicado en el condado de Boone en el estado estadounidense de Arkansas. En el año 2010 tenía una población de 2267 habitantes y una densidad poblacional de 11,08 personas por km².

## Geografía
El municipio de Omaha se encuentra ubicado en las coordenadas 36°27′48″N 93°10′24″O / 36.46333, -93.17333. Según la Oficina del Censo de los Estados Unidos, el municipio tiene una superficie total de 204.57 km², de la cual 201.98 km² corresponden a tierra firme y (1.27%) 2.59 km² es agua.

## Demografía
Según el censo de 2010, había 2267 personas residiendo en el municipio de Omaha. La densidad de población era de 11,08 hab./km². De los 2267 habitantes, el municipio de Omaha estaba compuesto por el 96.16% blancos, el 0.13% eran afroamericanos, el 0.79% eran amerindios, el 0.35% eran asiáticos, el 0.04% eran isleños del Pacífico, el 0.09% eran de otras razas y el 2.43% pertenecían a dos o más razas. Del total de la población el 1.46% eran hispanos o latinos de cualquier raza.